# Massimo Carrera
Massimo Carrera (Sesto San Giovanni, 1964. április 23. –) olasz labdarúgóhátvéd.

## Pályafutása

### A válogatottban
Carrera kiváló teljesítményt nyújtott a Juventusban, ennek köszönhetően 1991-ben behívták az olasz válogatottba. 1992. február 19-én mutatkozott be a cesenai Dino Manuzzi Stadionban a San Marino elleni 4–0-s barátságos mérkőzésen.

## Statisztika

### Mérkőzése az olasz válogatottban
| Olaszország | Olaszország       | Olaszország                  | Olaszország | Olaszország | Olaszország | Olaszország | Olaszország | Olaszország |
| #           | Dátum             | Helyszín                     | Hazai       | Eredmény    | Vendég      | Kiírás      | Gólok       | Esemény     |
| ----------- | ----------------- | ---------------------------- | ----------- | ----------- | ----------- | ----------- | ----------- | ----------- |
| 1.          | 1992. február 19. | Cesena, Dino Manuzzi Stadion | Olaszország | 4 – 0       | San Marino  | barátságos  | -           |             |
|             | Összesen          |                              |             | 1           | mérkőzés    |             | 0           | gól         |